# Johann Rudolf Wettstein (Theologe)

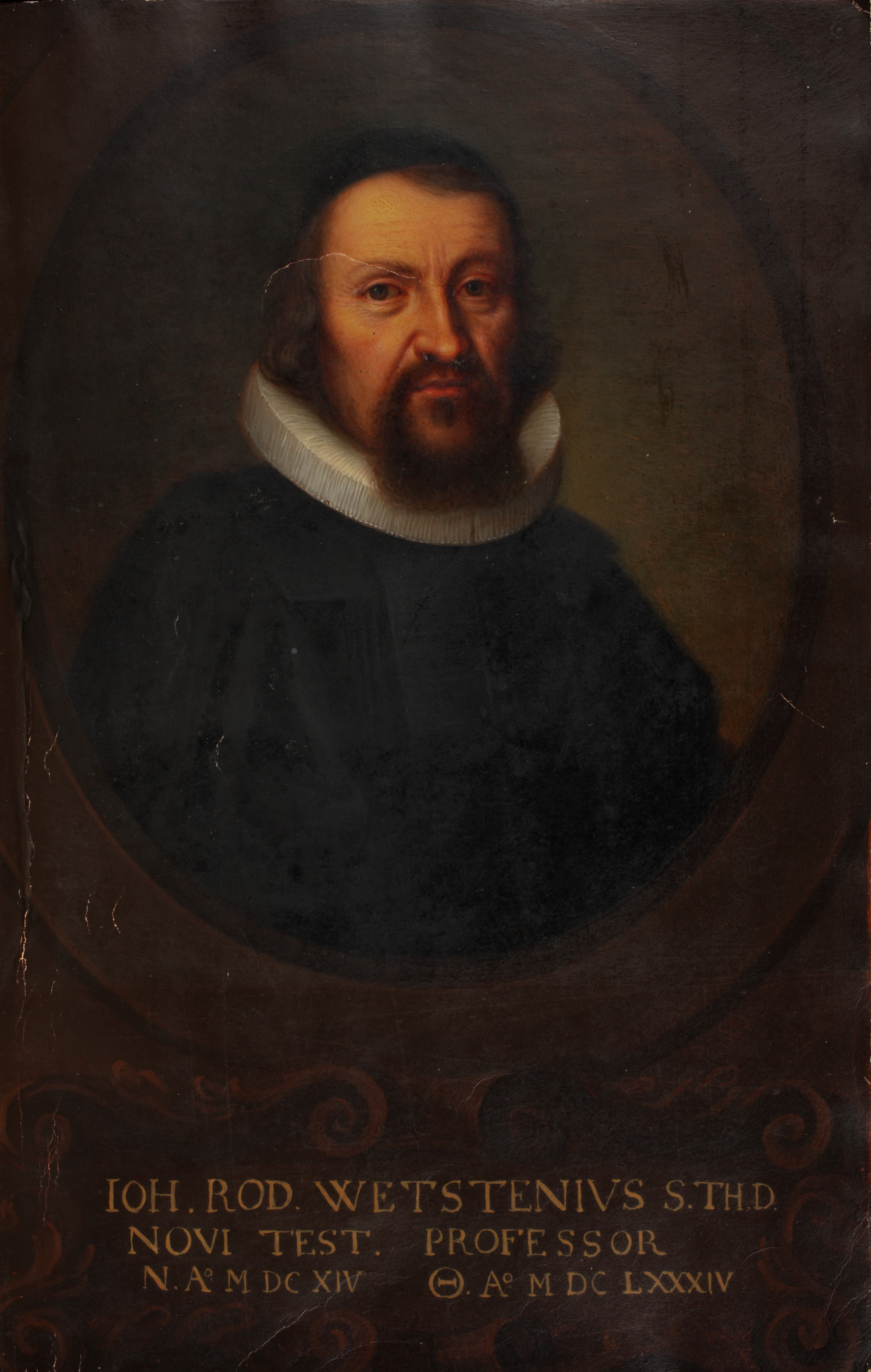
Johann Rudolf Wettstein

Johann Rudolf Wettstein (* 5. Januar 1614 in Basel; † 11. Dezember 1684 ebenda) war ein Schweizer reformierter Theologe, Hochschullehrer und Bibliothekar.

## Leben
Wettstein war Sohn des Basler Politikers Johann Rudolf Wettstein. Er nahm 1628 das Studium der Philosophie an der Universität Basel auf und erhielt 1631 den Magistergrad. Anschliessend widmete er sich dem Studium der Theologie. Er wurde am 28. Oktober 1634 cand. theol. Danach begann er an der Basler Hochschule zu dozieren.
Wettstein erhielt am 3. März 1637 eine Professur für Griechisch. In dieser Zeit bereiste er neben der Schweiz auch Frankreich, England und die deutschen Lande. Am 10. März 1643 rückte er auf die Professur für Philosophie auf und 1647 zudem auf die Stelle des Bibliothekars der Universitätsbibliothek Basel. Mit der Inauguralrede De origine errorum et dissensionum in religione wurde er 1649 unter Theodor Zwinger der Jüngere zum Dr. theol. promoviert.
Wettstein wurde zum 1. September 1654 zum Professor für Dogmatik und Polemik an die Theologische Fakultät der Basler Universität berufen und wechselte zum 25. Januar 1656 auf den Lehrstuhl für Neues Testament. In den akademischen Jahren 1656/1657 und 1669/1670 war er ausserdem Rektor der Universität.
Wettstein konnte 1661 unter Mithilfe seines Vaters erreichen, dass die Bibliothek von Bonifacius Amerbach auf Staatskosten für die Universitätsbibliothek erworben wurde. Diese Sammlung enthielt Teile des Nachlasses von Erasmus von Rotterdam. Daneben konnte er erreichen, dass die Bibliothek in das Haus zur Mücke umziehen konnte, das geeignetere Räume für die Bibliothek hatte.
Der Philologe und Theologe Johann Rudolf Wettstein war sein Sohn.

## Werke (Auswahl)
- Certum animae solatium, ex Rom. 8, 14, 1638.
- Marci Diadochi sermo contra Arianos, 1642.
- Oratio in Obitum (rsp. Memoria benedicta) Theodori Zuingeri, 1655.
- Disputatio Theologica. De Meritis Operum, 1659.
- mit Lukas Gernler und Johann Buxtorf der Jüngere: Syllabus controversiarum religionis, quae ecclesiis orthodoxis cum quibuscunque adversariis intercedunt, Decker, Basel 1662.